# 板胡

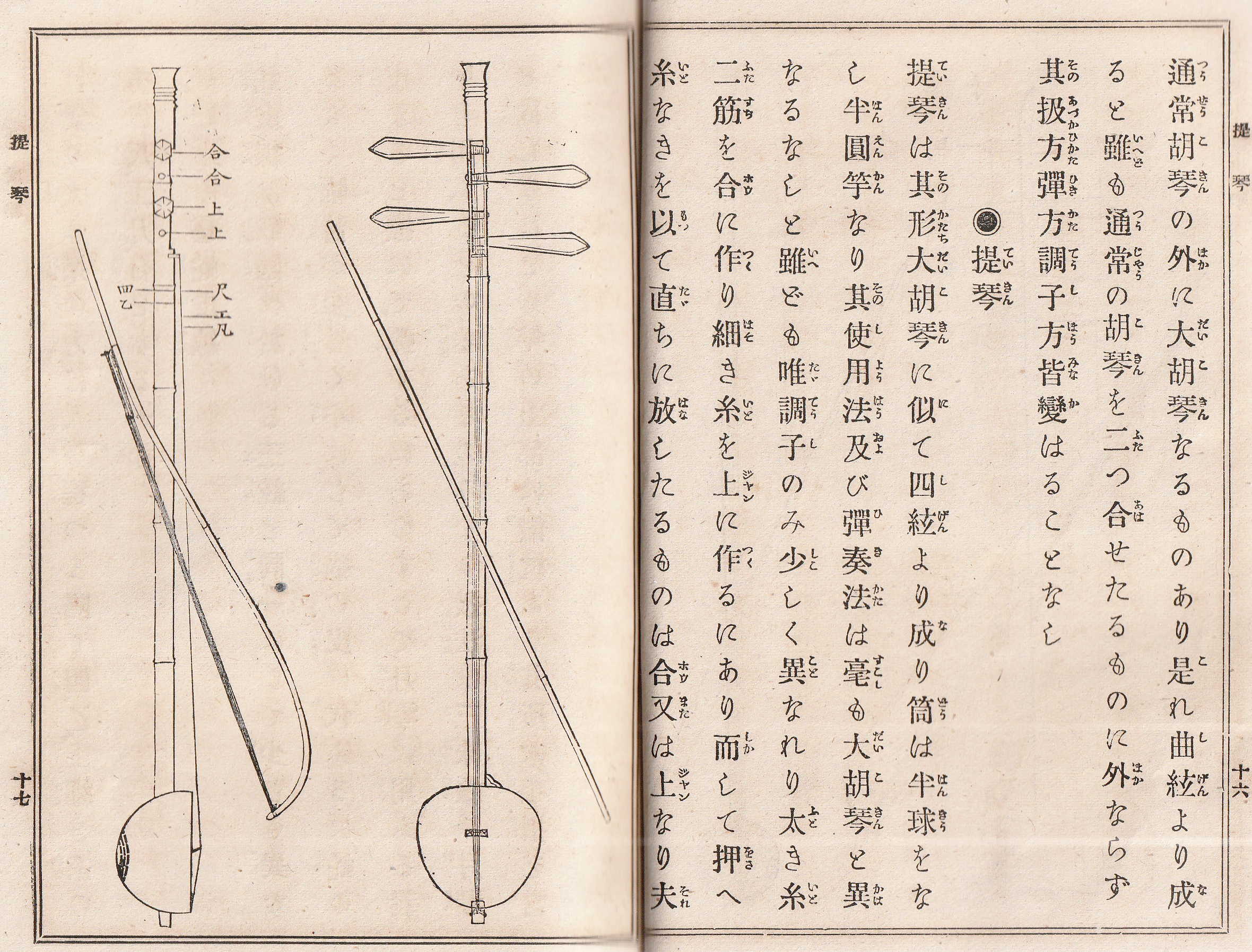
清楽で使われる4本弦の板胡の説明と絵図。江戸・明治時代の日本では「提琴」と呼ばれた。

板胡（ばんこ、またはパンフー、ピンイン: bǎnhú）は、中国の伝統的な胡琴の仲間である、弓の付いた弦楽器である。主に中国北部で使われる。なお、「板」は中国語で木片を表し、「胡」は胡琴の略である。
この楽器は二胡や高胡に近く、2本の弦を弓がこすることで音が出る。板胡が二胡と違うのは、胡琴系の音箱は木製で、共鳴面に蛇の皮が張られているのに対し、ココヤシの殻で、共鳴面は薄い桐材の板である。中国北西部、陝西省の地方劇「秦腔」で梆子（bangzi、拍子木）と共によく使われるので、梆胡（"banghu"、バンフー）とも呼ばれる。
これとは別に、椰胡はココヤシのボディと木の面でできたものもあり、主に中国南部で使われている。